# Otto Kraigher-Mlczoch

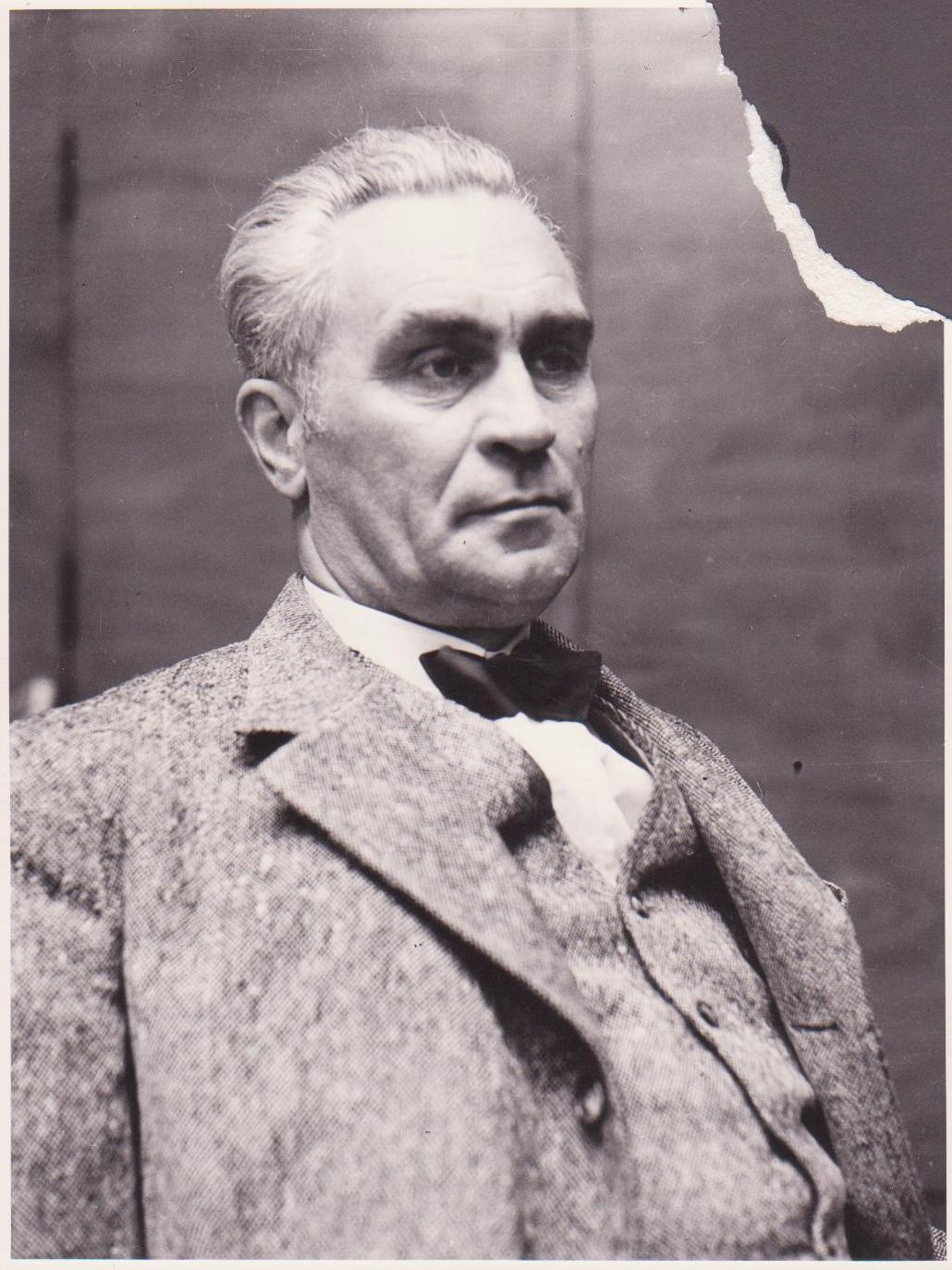
Porträt Otto Kraigher-Mlczoch, 1940

Otto Kraigher-Mlczoch (* 22. August 1886 in Klagenfurt, Kärnten; † 4. Oktober 1951 ebenda) war ein mährisch-kärntnerischer Künstler.

## Herkunft, Jugend und Ausbildung
Kraigher-Mlczoch war der Sohn des Postbeamten Franz Mlčoch aus Klein Senitz/Senička bei Olmütz, Mähren und von Pauline Kraigher, die aus einer aus dem Friaul in das Rosental in Kärnten eingewanderten Kaufmannsfamilie stammte. Um 1900 übersiedelte die Familie nach Brünn. Kraigher-Mlczoch besuchte Gymnasien in St. Paul/Kärnten, Olmütz und Brünn. 1904–1910 studierte er Jura an der Universität Wien. Gleichzeitig besuchte er die privaten Malschule von Anton Nowak (1865–1932). In Wien war Kraigher-Mlczoch Schüler des Genremalers und Karikaturisten Theo Zasche (1862–1922). Während seines Studiums wurde er 1904 Mitglied der Wiener Burschenschaft Arminia.
In seiner Wiener Zeit lieferte Kraigher-Mlczoch für Zeitschriften wie „Wiener humoristische Wochenschrift“ und „Die Muskete“ eine Reihe von Federzeichnungen.
1910 promovierte er in Wien zum Doktor der Rechte und trat in den österreichischen Staatsdienst bei der Finanzlandesdirektion Brünn. Während des Ersten Weltkrieges, an dem Kraigher-Mlczoch als Oberleutnant im Festungs-Artillerieregiment Nr. 5 teilnahm, heiratete er die Malerin Auguste Gelbert (1891–1974). In den Jahren 1918 bis 1925 absolvierte er in seiner Freizeit Studien an der Technischen Hochschule Brünn bei Alfons Strnischtie.

## Die 1920er- und 1930er-Jahre
In den Zwanzigerjahren arbeitete Kraigher-Mlczoch vor allem als Werbegraphiker und als Karikaturist für die Prager satirischen Zeitschrift „Humoristicke listy“.
Für die Brünner Redaktion der tschechischen humoristischen Zeitschrift „LUCERNA“ zeichnete er vor allem im Jahr 1928 einige Titelseiten und komische Bildgeschichten.
1927 nahm er an der Herbstausstellung des Wiener Künstlerhauses mit zwei Gemälden teil.
Im selben Jahr entstand das großformatige Ölgemälde „Ecce homo“, das auf der Weltfriedensausstellung 1927 in Den Haag und im Rahmen einer Frauenfriedenskonferenz in Prag gezeigt wurde. Das Gemälde ist seit 1945 verschollen. Im Jahre 1928 fand zur Feier des zehnjährigen Bestehens der Tschechoslowakischen Republik die Ausstellung „Tschechoslowakische Kunst auf der gesamtstaatlichen Ausstellung zeitgenössischer Kultur“ in Brünn statt. Hier war Kraigher-Mlczoch mit zwei Gemälden vertreten. Zur selben Zeit fand im Brünner Künstlerhaus die Ausstellung des Mährischen Kunstvereines statt, wo außer Kraigher-Mlczoch auch Anton Hanak (1875–1934), Anton Kolig (1886–1950) und Karl Truppe (1887–1959) ausstellten. Anlässlich einer Dalmatienreise 1928 entstand eine Reihe von Aquarellen.
1928 heiratete er Klothilde Hawelka (1900–1989), das Paar hatte drei Kinder. In der Zeit 1928 bis 1933 lebte die Familie in Friedek-Mistek, dort trat Kraigher-Mlczoch dem „Kunstring Mährisch Ostrau/Witkowitz“ bei und stellte dort auch aus. Von 1933 bis 1939 war der Wohnsitz Mährisch Trübau. Er war Mitglied des Mährischen Kunstvereins in Brünn und beteiligte sich regelmäßig an Ausstellungen. 1935 veranstaltete das Künstlerhaus eine Ausstellungen mit über 40 Ölgemälden, 50 Aquarellen und Zeichnungen. Von 1939 bis 1945 lebte Kraigher-Mlczoch als Finanzamtsvorstand mit seiner Familie in Neutitschein, in der heutigen Divadelni im Geburtshaus des Lyrikers Josef Billina. Er malte in dieser Zeit Landschaften nach der Natur, Pferdebilder und Porträts.

## Altersjahre in Kärnten

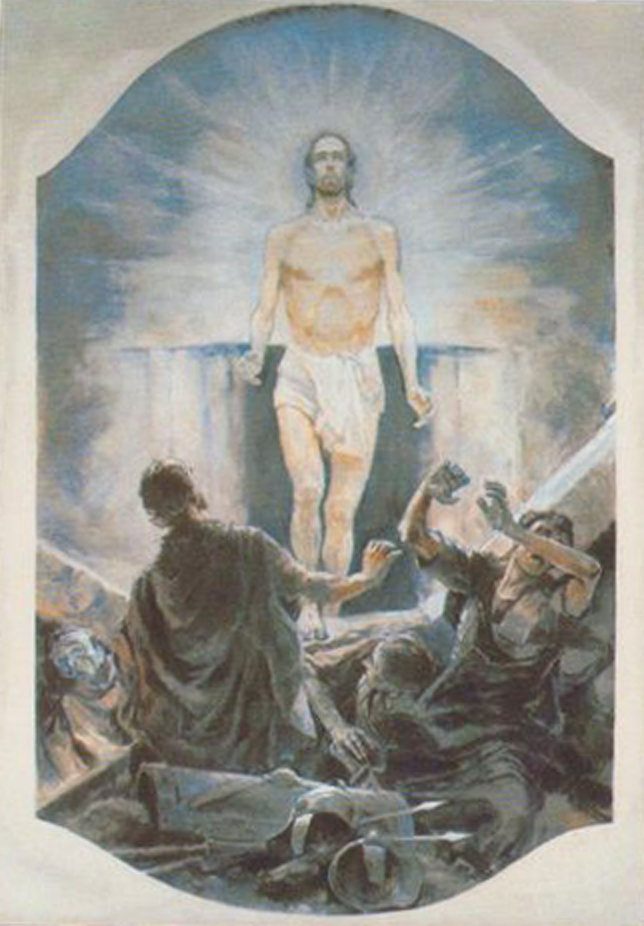
Fresko, 1947, in der Kreuzkirche, Rosental

Nach Kriegsende 1945 zog die Familie in das historische Kraigher-Haus in Feistritz im Rosental in Süd-Kärnten. In der örtlichen Kreuzkirche verarbeitete der Maler 1946 die Eindrücke der Kriegswirren in zwei lebensgroßen Fresken, einer „Pietà“ und einer „Auferstehung“. Personen der örtlichen Bevölkerung standen damals hierzu Modell und identifizierten sich so mit dem Gemälde.
Seit 1946 war er Mitglied der „Berufsvereinigung bildender Künstler Kärntens“. In der Nachkriegszeit entstanden weiterhin Ölgemälde und Aquarelle, Porträts von Persönlichkeiten des Tales und Motive aus der ländlichen und industriellen Arbeitswelt. 1950 realisierte er ein monumentales Lebenslaufgemälde in der Aula der Dr. Karl-Renner-Schule in Klagenfurt.
Otto Kraigher-Mlczoch starb am 4. Oktober 1951 in seiner Geburtsstadt Klagenfurt.

## Ausstellungen
- 1927 (November – Dezember): Künstlerhaus Wien, Karlsplatz, Beteiligung an der Herbstausstellung mit „Spanischer Tanz“ und „Sportsmann“
- 1927 (Februar): Friedensausstellung in Den Haag, Beteiligung mit „Ecce Homo“
- 1928 (Juni): „Tschechoslowakische Kunst auf der gesamtstaatlichen Ausstellung zeitgenössischer Kultur in Brünn“ (Československe umeni na vystave soudobe kulturny v Brne), Beteiligung mit „Ecce homo“ und „Spanischer Tanz“
- 1928 (Juli): „Ausstellung sudetendeutscher Künstler“ im Künstlerhaus Brünn, Krapfengasse, Beteiligung mit Porträts
- 1928 – 1944: Regelmäßige Beteiligung an den Frühjahrs- und Weihnachtsausstellungen des Mährischen Kunstvereines im Künstlerhaus Brünn
- 1931: Ausstellung des Kunstringes Mährisch Ostrau / Witkowitz, Beteiligung
- 1934: Ausstellungsbeteiligung mit schlesischen Künstlern in Prag im K.J.
- 1934: Friedenskongress der „Internationalen Frauenliga“ in Prag, Gemälde „Ecce Homo“ im Sitzungssaal
- 1935 (Oktober – November): „Sonderausstellung Maxim Kopf, Prag, Otto Mlčoch, M. Trübau, Ilse POMPE, Prag, Trude Schmidl-Wähner, Wien“ im Künstlerhaus Brünn,
- 1982 (November – Dezember): Sonderausstellung „Otto Kraigher-Mlczoch 1886-1951“ in der Kärntner Landesgalerie in Klagenfurt
- 1996 (Juli): Ausstellung „Auf den Spuren von Otto Kraigher in unserer Gemeinde“ (In njegovi umetniški sledoviv nasih krajih), Slowenischer Kulturverein KOČNA in Feistritz im Rosental/Suetschach, Galerie Gorše
- Ständige Gedächtnisausstellung „Otto Kraigher-Mlczoch1886-1951“ in der Galerie im historischen Kraigher Haus in Feistritz im Rosental[2]

## Museum und Sammlungen
Seit 1997 besteht im Kraigher-Haus in Feistritz im Rosental, Kärnten, eine ständige Gedächtnisausstellung, wo auch Leihgaben des Museums Novy Jičin/Neutitschein gezeigt werden. Dieses Museum bewahrt eine ansehnliche Sammlung von Werken von Otto Kraigher-Mlczoch. Weitere Arbeiten befinden sich in den Sammlungen des Landes Kärnten, des Kulturministeriums in Prag und in Privatbesitz in Österreich und Mähren.

## Preise und Auszeichnungen
- 1928: Brünner Künstlerpreis